# George Rooke
Sir George Rooke (1650, Canterbury, Anglie – 24. ledna 1709, Canterbury, Anglie) byl britský admirál a významný námořní vojevůdce přelomu 17. a 18. století V námořnictvu sloužil od mládí původně jako dobrovolník, ve válkách s Nizozemím a Francií dosáhl důstojnických hodností. Vynikl ve válce o španělské dědictví, kdy zvítězil v několika rozhodujících bitvách u břehů Španělska. Ze zdravotních důvodů odešel v roce 1705 do výslužby v hodnosti admirála, byl též poslancem Dolní sněmovny a zastával funkce ve správě námořnictva.

## Kariéra
Pocházel z hrabství Kent, kde byl jeho otec Sir William Rooke (1624–1691) předním stoupencem toryů. George vstoupil v roce 1672 jako dobrovolník do Royal Navy a ještě téhož roku dosáhl hodnosti poručíka, ve válce s Nizozemím byl v roce 1673 povýšen na kapitána. Poté sloužil ve Středomoří a v kanálu La Manche, po Slavné revoluci se aktivně zapojil do bojů o trůn na straně Viléma Oranžského a byl povýšen na kontradmirála (1690). V devítileté válce dosáhl hodnosti viceadmirála (1692), za účast v bitvě u La Hogue byl povýšen do šlechtického stavu a obdržel roční penzi 1 000 liber. V roce 1693 se stal admirálem, krátce působil v administraci námořního úřadu (1692–1694) a v letech 1694–1702 byl lordem admirality. V roce 1696 obdržel dočasně hodnost velkoadmirála (Admiral of the Fleet) a v letech 1702-1705 byl členem admirálské rady lorda nejvyššího admirála prince Jiřího Dánského, od roku 1702 byl zároveň členem Tajné rady. V letech 1698–1708 byl též členem Dolní sněmovny, kde jako poslanec za stranu whigů zastupoval přístav Portsmouth.
Jako námořní vojevůdce se uplatnil za války o španělské dědictví, vynikl v bitva v zátoce Vigo (1702), kterou vybojoval ve spolupráci s admirálem Cloudesleyem Shovellem, po dobytí Gibraltaru zde byl krátce guvernérem (1704), téhož roku bojoval v bitvě u Malagy s hrabětem de Toulouse. V letech 1704–1705 zastával čestnou hodnost viceadmirála Anglického království, v roce 1705 odešel do výslužby kvůli zdravotnímu stavu (trpěl dnou. Opustil také post člena admirálské rady a v roce 1708 nekandidoval ve volbách do parlamentu. Zemřel ve svém rodišti v Canterbury, kde byl také pohřben.
Byl celkem třikrát ženat, jeho první manželkou byla od roku 1684 Mary Howe (†1699), dcera dlouholetého poslance Sira George Grubhama Howe, podruhé se oženil v roce 1701 s Mary Luttrell († 1702), dcerou plukovníka Francise Luttrella. Mimo aktivní službu se v roce 1706 potřetí oženil s Catharine Knatchbull (1680–1755), ani z jednoho manželství neměl potomstvo.